# Арета (богиня)

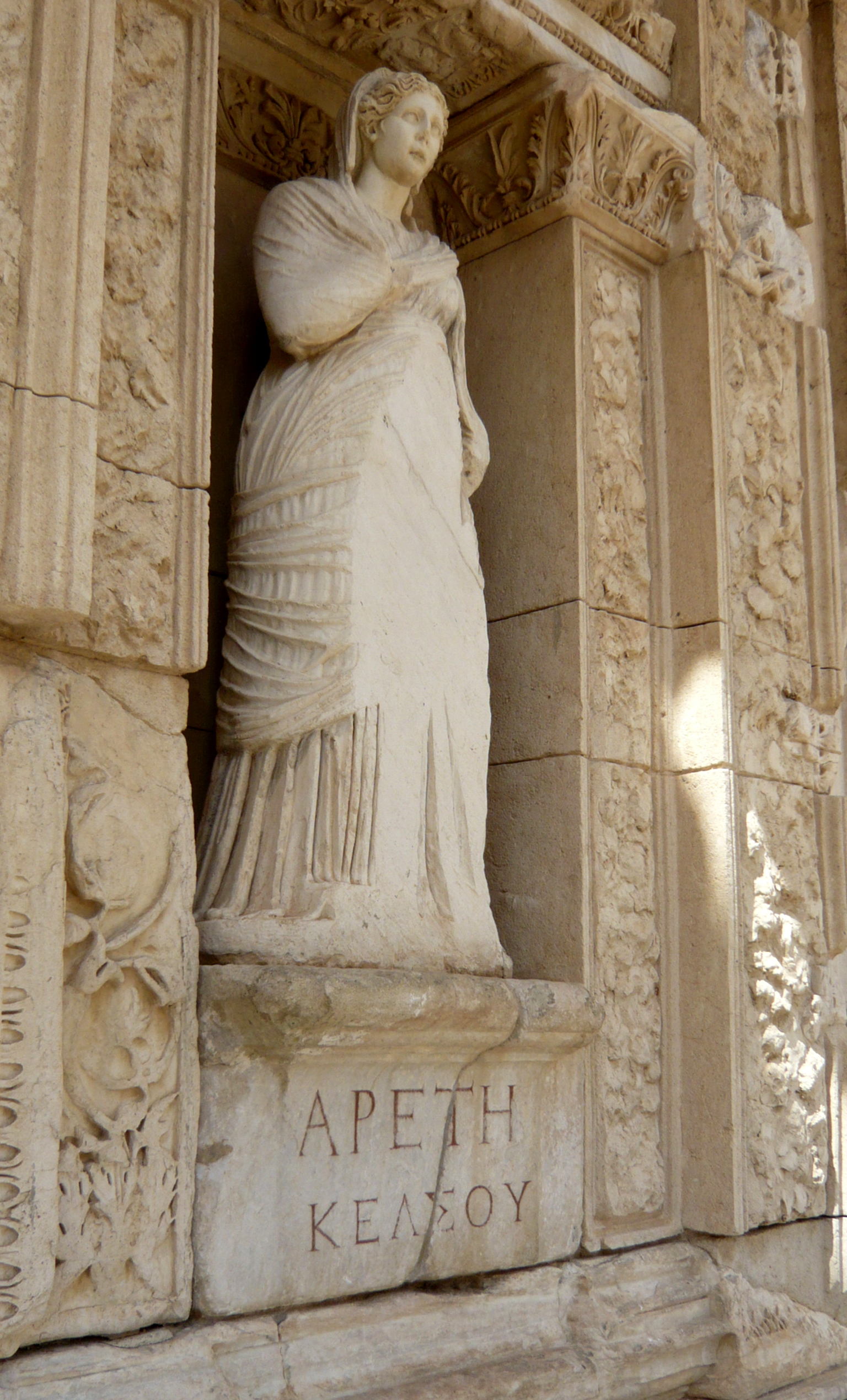
Скульптура Ареты в Эфесе

Аре́та (др.-греч. Ἀρετή «доблесть, мужество») — в древнегреческой мифологии — богиня мужества, дочь Праксидики, сестра Гомонойи (с которой вкупе они назвались Праксидики — «исполнительницы закона»), супруга Эола.
Арета — имя Афины. Было микенское имя a-re-ta-wo  (Аретаон), которое содержит элемент Арета.